# CAIG Wing Loong
Il Wing Loong (conosciuto anche come Pterodactyl I) è un UAV di tipo MALE (Medium-Altitude Long Endurance) sviluppato in Cina per missioni di ricognizione. Ha avuto un buon mercato, con la vendita di 250 esemplari in 11 paesi. Sviluppato dal Chengdu Aircraft Industry Group progettato per essere utilizzato come piattaforma di sorveglianza e ricognizione aerea, è anche in grado di essere equipaggiato con armi aria-terra.

## Tecnica

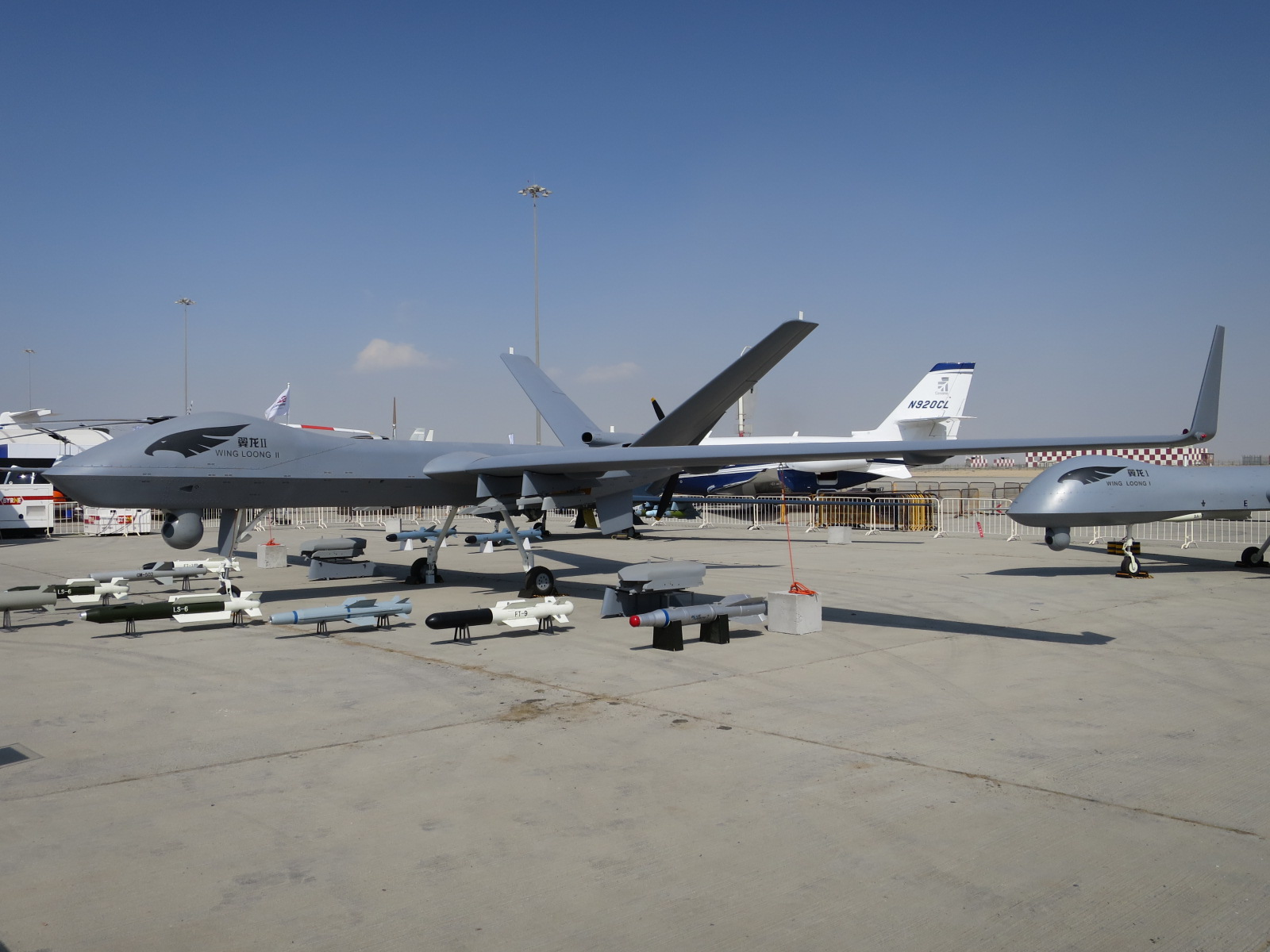
Wing Long II

Esternamente ha forme semplici, simili al RQ-1 Predator, con fusoliera snella, carrello retrattile e parte della strumentazione riposta nel bulbo. Al di sotto di ciascuna ali è possibile agganciare tre missili di vario tipo.

### Wing Loong II
È la seconda versione del drone, con dimensioni e carico incrementati, che può arrivare a portare 12 missili aria-superficie.

## Utilizzatori
Arabia Saudita
- Al-Quwwat al-Jawwiyya al-Sa'udiyya

15 Wing Loong I ordinati nel 2014, più 50 Wing Loong II ordinati nel 2017.
 Egitto
- El Qūwāt El Gawīyä El Maṣrīya

10 Wing Loong I ordinati nel 2016, più 33 Wing Loong II ordinati nel 2018.
 Emirati Arabi Uniti
- Al-Quwwāt al-Jawiyya al-Imārātiyya

25 Wing Loong I ordinati nel 2011, più 15 Wing Loong II ordinati nel 2017. 3 Wing Loong I (alcune fonti riferiscono 4) donati di seconda mano all'Marocco a metà 2020.
 Kazakistan
- Forza di difesa aerea della Repubblica del Kazakistan

3 Wing Loong I ordinati nel 2015 e ricevuti a partire dal giugno 2016.
 Marocco
- Aeronautica militare del Marocco

4 Wing Loong I ricevuti di seconda mano dagli Emirati Arabi Uniti a metà 2020. 2 Wing Loong II consegnati ad ottobre 2022.
 Nigeria
- Nigerian Air Force

8 Wing Loong II ordinati, i primi 4 consegnati a novembre 2020.
 Pakistan
- Fi'saia Pakistana

5 Wing Loong I ordinati nel 2015.
 Uzbekistan
- Aeronautica militare e difesa aerea dell'Uzbekistan

5 Wing Loong I ordinati nel 2013.